# Rue Eugène-Spuller
Rue Eugène-Spuller je ulice v Paříži v historické čtvrti Marais. Nachází se ve 3. obvodu.

## Poloha
Ulice vede od křižovatky s Rue de Bretagne, kde navazuje na Rue des Archives, a končí na křižovatce s Rue Dupetit-Thouars, odkud na ni navazuje Rue Charles-François-Dupuis.

## Historie
Ulice byla založena v místě hřbitova bývalého templářského kláštera. Do roku 1910 tvořila část Rue des Archives, kdy byla jako samostatná pojmenována po francouzském politikovi Eugènovi Spullerovi (1835–1896).

## Zajímavé objekty
- dům č. 2: radnice 3. obvodu
- Square du Temple mezi Rue de Bretagne a Rue Perrée
- Carreau du Temple mezi Rue Perrée a Rue Dupetit-Thouars